# مازدا سبيانو
مازدا سبيانو (بالإنجليزية: Mazda Spiano)‏ هي سيارة من تصنيع شركة سوزوكي.